# Poculum
Poculum es un género de hongos en la familia Rutstroemiaceae.